# Система за охлаждане на компютър
Охладителната система на компютъра служи за поддържането на оптимална температура на компонентите му.

## Видове охладителни системи

### Въздушно охлаждане
Това е най-разпространеният метод за охлаждане, при който се използват вентилатори и радиатори за разсейване на топлината.

### Течно охлаждане (Water Cooling)
Този метод използва течност за охлаждане на процесора или видеокартата и е по-ефективен при високо натоварване.
В компютъра се поставят тръби, които минават покрай компонентите, отделящи топлина. Те са пълни с вода и охлаждаща течност, която периодично се сменя.

### Пасивно охлаждане
Използва метални радиатори за разсейване на топлина без вентилатори, например при безшумни системи или маломощни устройства.